# Systèmes d'information organisationnels
Les systèmes d'information organisationnels constituent une discipline ayant émergé au cours des années 1950 au confluent des diverses composantes des sciences de l'administration (management, comptabilité, recherche opérationnelle, etc.) et de l'usage des ordinateurs. 
Connue dans les milieux anglophones sous le nom de MIS : Management Information System, cette discipline s'intéresse au système d'information qui doit organiser la collecte (création) des informations (parfois aussi appelées données), leur conservation ou mémorisation, leur diffusion ou communication ainsi qu'une assistance à leur traitement. Cette discipline se trouve donc en amont de l'informatique[réf. nécessaire] (programmation des logiciels et réalisation et installation du matériel informatique et des réseaux)  un peu comme un architecte dont l'activité précède celle de l'entreprise de construction d'un bâtiment.
Elle porte une attention particulière au rôle de l'information dans le fonctionnement des organisations aussi bien au plan des individus qui y œuvrent qu'au plan collectif.